# White Palace
White Palace is een Amerikaanse speelfilm uit 1990 met in de hoofdrollen Susan Sarandon en James Spader. De film, gebaseerd op een gelijknamige roman, gepubliceerd in 1987, van Glenn Savan uit St. Louis (Missouri), is geproduceerd door Sydney Pollack onder de regie van Luis Mandoki. De opmerkelijke filmmuziek werd gecomponeerd door George Fenton.
Het verhaal speelt in de Amerikaanse stad St. Louis en gaat over de ongewone liefdesgeschiedenis tussen een jonge, middle class weduwnaar Max Baron en de 16 jaar oudere working class single Nora Baker. Max is een fel begeerde jongeman en een veelbelovende reclameontwerper, die zich echter steeds minder thuis voelt in zijn overwegend joodse familie- en kennissenkring, waar vooral oppervlakkigheid, conservatisme en status belangrijk lijken. Als hij op één avond toevallig tweemaal het pad kruist van Nora, die in het hamburgerrestaurant 'White Palace' werkt, ontstaat er een liefdesrelatie.

## Het verhaal
De film opent met Max die thuiskomt van zijn werk om zich klaar te maken voor de vrijgezellenavond van zijn vriend Neil Horowitz, die binnenkort met zijn Rachel trouwt. Via het antwoordapparaat herinnert Neil hem er aan dat Max onderweg nog een bestelling van 50 hamburgers moet ophalen. Max arriveert als het feest volop aan de gang is, compleet met halfnaakte tafeldanseres en opblaasbare vrouwenpop. Hij wordt uitbundig verwelkomd, maar al snel blijkt dat er maar 44 hamburgers geleverd zijn. Dat doet Max besluiten om onmiddellijk terug te rijden naar de hamburgertent: hij wil óf de ontbrekende hamburgers óf zijn geld terug. Voor zijn vrienden feestgangers gaat dit wat ver, Max moet mee feesten en ze vragen hem wat er mis is, maar die laat zich niet van de wijs brengen, zeggende dat "tenminste hij wél van principes houdt".
De volgende filmscène toont een ontmoeting van verontwaardigde klant Max met zakelijke kassamedewerker Nora: ze weigert hem eerst voor te laten in de rij, en daarna gelooft ze zijn uitleg ook niet meteen. Er ontstaat een bitse woordenwisseling, Max verheft zijn stem en weet haar er toch van te overtuigen dat hij niets verzint en niet liegt: hij wil zijn geld terug. Om een eind te maken aan de discussie haalt Nora het geld voor 6 hamburgers uit de kassa en legt het voor hem neer. Max neemt het geld, zegt "Thank you!" en vertrekt.
Terug in de feestzaal valt Max midden in een voorstelling met lichtbeelden, eerst met een weinig vleiende fotomontage van Neil's aanstaande bruid Rachel. Volgt een dia van Max-met-viool uit zijn kindertijd, en meteen daarop verschijnt op het scherm een jeugdfoto van zijn overleden vrouw, de knappe Janey. Max is zichtbaar van zijn stuk gebracht, vooral ook door de begeleidende commentaren van zijn vrienden Larry en Neil. Tot overmaat van ramp blijkt de dia met Janey klem te zitten in de diaprojector, waarna het licht in de zaal aangaat en de presentatie stopt. Max accepteert nu wel een glas scotch, eerder die avond wilde hij het nog bij alcoholvrije soda houden.
Als hij aan het eind van de vrijgezellenavond met Neil de zaal verlaat zijn ze enigszins aangeschoten. Neil praat over lekkere vrouwen en over kansen op een mooie date voor Max. Als die antwoordt dat hij ervoor kiest om celibatair te blijven, gaat Neil over zijn nek. Hij laat daarbij de term necrofilie vallen en roept dat Max zelfmedelijden heeft ("You're feeling sorry for yourself, makes me wanna puke"). Max rijdt daarop schijnbaar onaangedaan weg in zijn Volvo 240.
Onderweg besluit hij nog een scotch te gaan drinken en stopt bij een grote drankzaal waar, toevallig, Nora aan de bar zit. Die ziet hem binnenkomen, dooft haar sigaret en drinkt haar glas wodka leeg. Ze gaat naar hem toe, stoot hem aan en is tegelijk uitdagend en uitnodigend, maar dit wordt door Max niet op prijs gesteld. Ietwat ontremd door de drank, maakt Nora complimentjes over zijn uiterlijk en vuurt vragen op hem af, maar Max doet zijn best om niet te veel over zichzelf te vertellen en wil eigenlijk snel weer weg. Inmiddels goed dronken krijgt hij, de tweede keer die avond, ook van Nora te horen: "You're feeling sorry for yourself". Geïrriteerd stapt hij daarom op, maar laat bij het naar buiten gaan tòch weten dat zijn vrouw is omgekomen in een auto-ongeval, waardoor Nora onverwacht in een langdurige lachstuip schiet. Daarna krijgt zij er uit dat ook haar zoontje Charlie is gestorven: "leukemie". Dat houdt even de aandacht van Max vast, maar dan waggelt hij verder de zaak uit, naar zijn wagen.
Met enige moeite heeft Max achter het stuur plaatsgenomen, daar komt Nora aangelopen en vraagt hem om haar naar huis te brengen: "Het is niet ver omrijden en ik kan je een kop koffie maken." Hij laat haar eerst haar zoveelste sigaret weggooien, ze stapt in. Onderweg zet hij een cassette met klassieke muziek op (Puccini : 'O mio babbino caro'), volgens Max "de mooiste muziek op de hele wereld", maar daar denkt zij anders over: "Ligt hier ook iets van The Oak Ridge Boys"? Dat is niet het geval. Op haar vraag of hij soms Italiaans of zoiets is, antwoordt hij dat hij Joods is. "Intresting people, Jews!", maar Nora kent er maar weinig. Zelf is ze van huis uit katholiek, maar niet meer praktiserend.
Inmiddels is Max zo erg onder invloed van alcohol dat hij de brievenbus bij Nora's huisje omver rijdt en zo de linker koplamp van zijn Volvo verliest (pas aan het eind van de film laat Max die herstellen). Nora schiet opnieuw in een lachbui en gaat hem voor, haar bescheiden woning in. Max belandt eerst op de grond voor zijn wagen en daarna in een vieze rommelige woonkamer, met posters van Marilyn Monroe aan de muur, en voelt zich steeds misselijker worden. Nora kan hem geen koffie zetten, want die blijkt op te zijn. Max zal uiteindelijk tegen zijn zin op de opengeklapte bank in de woonkamer de nacht doorbrengen. Nora ligt op haar bed en rookt, maar tegen de ochtend komt ze hem verleiden: Max, nauwelijks wakker, ziet eerst zijn overleden vrouw Janey, wordt dan Nora gewaar en even kijkt hij op naar Marilyn Monroe. Nora vraagt hem fluisterend of hij meer wil, Max antwoordt bevestigend en daarop volgt een scène waarin beiden intens genieten van de seks en van elkaar.
Maar bij het ochtendgloren wil hij stiekem weg, zij probeert hem nog tot een afspraak te bewegen, tevergeefs. Zijn verlangen naar Nora wordt pas een paar dagen later weer wakker: als Max zich mateloos ergert aan zijn pathetische moeder wanneer ze samen bij het graf van zijn verongelukte vrouw Janey staan. Hij denkt dan terug aan de vrijpartij met Nora.
Op een avond zit hij haar in zijn wagen bij "White Palace" op te wachten. Als ze klaar is met werken ziet hij haar uitgelaten en blij op de bus naar huis stappen. Met een nieuwe brievenbus onder zijn arm klopt hij aan bij Nora thuis, die hem niet meer verwachtte terug te zien. Ze vertellen elkaar hoe oud ze zijn, maar er is niet veel nodig om de vlam opnieuw te doen overslaan.
De volgende scènes tonen Max die openbloeit door zijn relatie met Nora. De song "Younger Men" van countryzangeres K. T. Oslin illustreert dit met een ironische noot. Tegelijk heeft hij minder tijd en energie over voor zijn werk en wordt de afstand tot zijn collega's en vrienden steeds groter. Het gesprek van Max met zijn manager in haar kantoor maakt duidelijk dat hij nu in twee werelden leeft, met verschillende waarden en normen, en dat hij die leefwerelden angstvallig gescheiden probeert te houden.
Twee werelden lijkt wel het thema voor het vervolg van de film. Max botst herhaaldelijk met Nora en telkens spelen verschillende waarden en normen daarbij een rol. De conflictstof wordt ook steeds zwaarder. Nora zegt dan hun relatie op als ze Max weer eens op verzinsels en leugens heeft betrapt, ondanks haar dreigement dat ze dit niet meer zou tolereren. Als Max haar een tijd daarna weer wil opzoeken blijkt dat ze niet alleen haar werk heeft opgezegd, maar ook is verhuisd en zelfs St. Louis heeft verlaten. In een brief vraagt ze hem haar niet verder te zoeken: Nora wil het niet nòg moeilijker maken voor hen beiden, ze weet zeker dat Max zich voor haar heeft geschaamd bij zijn familie en vrienden, alhoewel ze toegeeft dat ze samen ook gelukkige ogenblikken hebben gekend.
Maar Max kan zich niet aan de wens van Nora houden. Hij laat eerst zijn Volvo herstellen, tijdens een party met vrienden en kennissen kan hij zijn ontgoocheling niet inhouden en dan zien we hem naar New York reizen, waar hij met een yellow cab de stad binnenrijdt. Met hulp van haar oudere zus Judy vindt hij Nora, aan het werk in een volksrestaurant. Er ontrolt zich ter plaatse een conversatie, met een gedurfde, gedroomde en gedreven happy ending.

## Rolverdeling
| Acteur          | Personage                       |
| --------------- | ------------------------------- |
| Susan Sarandon  | Nora Baker                      |
| James Spader    | Max Baron                       |
| Jason Alexander | Neil Horowitz, vriend van Max   |
| Kathy Bates     | Rosemary, manager van Max       |
| Eileen Brennan  | Judy, Nora's oudere zus         |
| Steven Hill     | Sol Horowitz, vader van Neil    |
| Rachel Chagall  | Rachel Rosen, Neils' echtgenote |
| Corey Parker    | Larry Klugman, vriend van Max   |
| Renee Taylor    | Edith Baron, moeder van Max     |
| Jonathan Penner | Marv Miller                     |
| Barbara Howard  | Sherri Klugman, vrouw van Larry |
| Kim Myers       | Heidi Solomon                   |
| Mitzi McCall    | Sophie Rosen                    |
| Maria Pitillo   | Janey, Max' overleden vrouw     |